# Pálfy Gyula
Pálfy Gyula (Szatmár, 1840. október 1. – Nagykároly, 1891. január 9.) királyi aljárásbíró.

## Élete
Pálfy András és Rácz Eszter polgári állású szülők fia. Gimnáziumi tanulmányait szülővárosában végezte, ahol 1859 augusztusában a papnevelőbe lépett; de már 1862-ben a jogi pályát kezdette meg Pesten és 1863-65-ben Nagyváradon fejezte be. 1865 szeptemberében a szatmári törvényszéknél jegyző lett és előbb mint királyi aljárásbiró, majd mint telekkönyvvezető szolgált Nagykárolyban, később nyugalomba vonult. Vármegyei bizottsági tag, a nagykárolyi egyháztanács jegyzője és a népnevelési egylet alelnöke volt.

## Irodalmi munkássága
Irodalmi működését már a gimnázium felsőbb osztályaiban kezdte meg, midőn feladványait versekben dolgozta ki. Mint növendékpap a papnevelőben a Szent Alajos irodalmi önképzőkör tagja volt, ahol több legendáját és lírai költeményét fogadták el ugyanekkor a szatmári lapok és Vahot Imre Napkeletje, előbb Pap Gyula, majd saját neve alatt közölték verseit. 1864-ben szerkesztette Nagyváradon a Várad című jótékony célú albumot, melyben négy költeménye megjelent.
Szerkesztette a Szatmármegyei Közlönyt 1876 elejétől 1880. június 30-ig és 1882 augusztus 13-tól 1884 szeptember 14-ig Nagykárolyban (különösen a Tárcza rovatot írta).